# هيغي هيرو (سلسلة روايات)
هيغي هيرو: بعد أن رُفضت، حلقت وآويت فتاة ثانوية هاربة. (Hige wo Soru. Soshite Joshikousei wo Hirou. , ひげを剃る。そして女子高生を拾う, HigeHiro: After Being Rejected, I Shaved and Took In a High School Runaway), حلقْتُ فجَلَبت فتاة مدرسة ثانوية إلى المنزل. ويختصر (HigeHiro (ひげひろ هي سلسلة رواية خفيفة كوميديا رومنسية يابانية من تأليف Shimesaba ورسم booota. بدأت التسلسل في البداية كرواية على الإنترنت في مارس 2017 على صفحة نشر الروايات Kakuyomu التابعة لـ كادوكاوا. نظراً لشعبيتها تقرر إصدارها كرواية مطبوعة من شركة النشر كادوكاوا شوتين حيث نُشر أول مجلد في 1 فبراير 2018 ووصلت إلى ست مجلدات، وسيصدر المجلد الأخير في 1 يونيو 2021، تنشر الرواية تحت طباعة كادوكاوا سنيكر بونكو. حصلت الرواية على مانجا تقتبسها بدأت في التسلسل في مجلة شونين أيس الشهرية التابعة لـ كادوكاوا شوتين منذ نوفمبر 2018 من رسم Adachi Imaru. تم الإعلان في 26 من ديسمبر 2019 عن حصول الرواية على أنمي يقتبسها. في 27 يوليو 2020 قامت كادوكاوا بفتح حساب رسمي للأنمي على منصة تويتر وكُشف عن طاقم العمل الرئيسي. عُرض الأنمي من أبريل حتى يونيو 2021. بعد بث الحلقة الأخيرة من الأنمي تم الإعلان عن حصول الرواية على مجلدين جانبيين تتناول أحداثهما حول ميشيما يوزوها وغوتو آيري على التوالي.

## القصة
يوشيدا موظف يعمل في مكتب كان يحب رئيسته في العمل، غوتو آيري طيلة خمس سنوات، عاقِداً عزيمته تمكن أخيراً من دعوتها للخروج في موعد معها، لكن اعترافه بالحب لها قوبل بالرفض، خائِباً وسكيراً، يعود مُترنحاً إلى المنزل، لكن عندها يجد فتاة ثانوية تجلس على جانب الطريق، تحتاج الفتاة مكاناً لتبقى فيه، تحاول إغراء يوشيدا، على الرغم من أن جميع محاولاتها تؤول بالفشل، إلا أنه في النهاية يدعوها لشقته.
في الصباح التالي، تقدم الفتاة نفسها «أوغيوارا سايو»، تكشف أنها قد هربت من منزلها بهوكايدو طول الطريق إلى طوكيو. خلال الستة أشهر التي قضتها، قد استمرت فيها بتجارة الجنس في مقابل الحصول على سقف يأويها. غير أن يوشيدا لم يتأثر بإغرائها له. وبدلاً من ذلك جعلها تقوم بأداء عملٍ من نوعٍ آخر، القيام بغسل الصحون وكي الملابس. وهكذا، تبدأ علاقة مؤثرة بين رجل مفطور القلب وفتاة ثانوية هاربة من منزلها.

## الشخصيات
يوشيدا (吉田)
الأداء الصوتي: اوكيتسو كازويوكي
سايو (荻原 沙優)
الأداء الصوتي: إيتشينوسي كانا
غوتو آيري (後藤 愛依梨)
الأداء الصوتي: كانيموتو هيساكو
ميشيما يوزوها (三島 柚葉)
الأداء الصوتي: إيشيهارا كاوري
هاشيموتو (橋本)
الأداء الصوتي: كوباياشي يوسكي
يوكي أسامي (結城 あさみ)
الأداء الصوتي: كاوايدا ناتسومي

## الوسائط

### مجلدات الرواية الخفيفة[5]
| م. | تاريخ الإصدار | ردمك                   |
| -- | ------------- | ---------------------- |
| 1  | 1 فبراير 2018 | ISBN 978-4-04-106475-7 |
| 2  | 1 يونيو 2018  | ISBN 978-4-04-107084-0 |
| 3  | 1 يناير 2019  | ISBN 978-4-04-107085-7 |
| 4  | 1 أغسطس 2020  | ISBN 978-4-04-108260-7 |
| 5  | 1 يونيو 2021  | ISBN 978-4-04-108262-1 |

### مجلدات الرواية الخفيفة (القصص القصيرة)[6]
| م. | تاريخ الإصدار  | ردمك                   |
| -- | -------------- | ---------------------- |
| 1  | 26 ديسمبر 2020 | ISBN 978-4-04-108261-4 |

### مجلدات المانجا[7]
| م. | تاريخ الإصدار  | ردمك                   |
| -- | -------------- | ---------------------- |
| 1  | 25 مايو 2019   | ISBN 978-4-04-108351-2 |
| 2  | 26 أكتوبر 2019 | ISBN 978-4-04-108857-9 |
| 3  | 26 مايو 2020   | ISBN 978-4-04-109452-5 |
| 4  | 26 نوفمبر 2020 | ISBN 978-4-04-109453-2 |
| 5  | 26 مارس 2021   | ISBN 978-4-04-111204-5 |
| 6  | 26 أغسطس 2021  | ISBN 978-4-04-111707-1 |

### مجلدات المانجا (القصص القصيرة)
| م. | تاريخ الإصدار | ردمك                   |
| -- | ------------- | ---------------------- |
| 1  | 26 أغسطس 2021 | ISBN 978-4-04-111709-5 |

### الأنمي
في 26 ديسمبر 2019، تم الإعلان عن مشروع أنمي يقتبس سلسلة الرواية الخفيفة المنشورة من قبل كادوكاوا سنيكر بونكو. وتم الإعلان فيما بعد عن طاقم العمل حيث أن الإنتاج سيكون من Dream Shift، في حين سيتولى استوديو Project No.9 العمل عليه وسيكون من إخراج Kamikita Manabu، وستقوم Akao Deko بتولي النص، أما تصميم الشخصيات فسيكون Noguchi Takayuki مسؤولاً عنه. تم الإعلان عن أغنيتي البداية والنهاية للأنمي، أغنية البداية بعنوان "Omoide Shiritori" من أداء DIALOGUE +، في حين أن شارة النهاية من أداء إيشيهارا كاوري وبعنوان "Plastic Smile"، يعرض الأنمي في أبريل 2021.

## الشعبية
اعتباراً من 11 يونيو 2021، بلغت مبيعات كلاً من مجلدات الرواية ومجلدات المانجا مجتمعة أكثر من 2,000,000 نسخة، بحساب النسخ الرقمية. حصدت الرواية المركز الرابع في جائزة «هذه الرواية الخفيفة مدهشة!» لعام 2019.

## روابط خارجية
صفحة رواية الإنترنت على Kakuyomu (باليابانية)
صفحة الرواية الخفيفة الرسمية (باليابانية)
صفحة الأنمي الرسمية (باليابانية)
حساب الأنمي الرسمي على تويتر
صفحة الرواية الخفيفة على موقع ANN (بالإنجليزية)